# Selassie Ibrahim
Selassie Ibrahim là một nữ diễn viên, nhà sản xuất phim, doanh nhân người Ghana và Giám đốc điều hành sản xuất thông minh. Selassie Ibrahim đã tham gia các bộ phim như Her mother's Man được đạo diễn bởi Desmond Elliott cho IROKOtv. Cô cũng đã xuất hiện cùng Freddie Leonard, Uche Jombo, John Dumelo, Shafy Bello và Roselyn Ngissah trong bộ phim "40 looks Good on You". Selassie Ibrahim là Giám đốc ngoại lệ của Jabneel Impact, một tổ chức phi chính phủ tìm kiếm phúc lợi cho những người ít đặc quyền, trẻ mồ côi và góa phụ trong xã hội.

## Cuộc sống cá nhân
Selassie Ibrahim kết hôn với Ibrahim Adam, cựu bộ trưởng của Quốc hội Dân chủ Quốc gia.

## Sự nghiệp
Selassie Ibrahim xuất hiện lần đầu trên màn ảnh vào thập niên 90, bộ phim My Sweetie, đã mang đến cho cô một bước đột phá khi đóng cùng Grace Omaboe và Mc- Jordan Amatefio. Năm 2015, cô đã sản xuất  bộ phim đầu tiên của mình có Nadia Buari, James Gardner, Desmond Elliot, Roselyn Ngissah. Năm 2017, cô sản xuất một bộ phim truyền hình được đạo diễn bởi Desmond Elliott có tên là Entrapping và nó được trình chiếu trên showcase Magic của Châu Phi, EbonyLifeTV và TV3 Network ở Ghana. Cô cũng đã tham gia nhiều tác phẩm khác nhau được sản xuất tại Nigeria cho IROKOtv đáng chú ý trong số đó là Baby Palaver và Mother's Man. Cô được đề cử là Nữ diễn viên xuất sắc nhất trong vai phụ trong Giải thưởng phim vàng 2019.